# Stefan Darda
Stefan Darda (ur. 2 września 1972 w Tomaszowie Lubelskim) – polski pisarz, autor głównie literatury grozy i fantastyki.

## Życiorys
Pochodzi z Lubyczy Królewskiej, obecnie mieszka w Przemyślu. W latach 1991–1995 był muzykiem Orkiestry św. Mikołaja.
Zadebiutował w październiku 2008 powieścią Dom na wyrębach, która została nominowana do Nagrody Sfinks w kategorii „Polskie powieści roku”, do której nominowano 46 utworów i w której zajęła 5. miejsce, uzyskując 357 głosów. Książka została również nominowana do Nagrody im. Janusza A. Zajdla. Jest to książka grozy osadzona w polskich realiach połowy lat dziewięćdziesiątych XX wieku, sięgająca do wierzeń ludowych.
W 2010 ukazały się dwa tomy cyklu Czarny Wygon (tom pierwszy – Słoneczna Dolina, tom drugi – Starzyzna), którego akcja została umiejscowiona na Roztoczu. Również w 2010 ukazała się debiutancka powieść autora, Dom na wyrębach w wersji audio, w interpretacji Wiktora Zborowskiego.
Jego utwory zdobyły w 2011 najwięcej nominacji do Nagrody im. Janusza A. Zajdla – najbardziej prestiżowej nagrody polskiej literatury fantastycznej. Wśród nominowanych utworów za 2010 znalazły się powieści: Czarny Wygon. Słoneczna Dolina oraz Czarny Wygon. Starzyzna, a także opowiadanie Ostatni telefon. Powieść Czarny Wygon. Słoneczna Dolina zajęła także trzecie miejsce w kategorii Książka w plebiscycie Nagrody Nautilus za 2010.
W 2012 nominację do Nagrody im. Janusza A. Zajdla otrzymało opowiadanie Spójrz na to z drugiej strony.
Powieść Czarny Wygon. Bisy zwyciężyła w plebiscytach czytelniczych organizowanych w 2013 przez portal Horror Online (Najlepsza książka roku 2012) oraz przez magazyn Grabarz Polski (Najlepsza polska książka 2012),
uhonorowano ją także Nagrodą Nautilus.
W 2015 trzy jego utwory – opowiadania Nika  i Rowerzysta oraz powieść Czarny Wygon. Bisy II zostały nominowane do Nagrody Zajdla za 2014. Również w roku 2015 Stefan Darda otrzymał Nagrodę Polskiej Literatury Grozy im. Stefana Grabińskiego za zbiór „Opowiem ci mroczną historię”.

## Publikacje

### Powieści
- Dom na Wyrębach, Videograf II, 2008[12]
- Zabij mnie, tato, Videograf, 2015; thriller psychologiczny
- Nowy dom na Wyrębach, Videograf SA, 2017
- Nowy dom na Wyrębach II, Videograf SA, 2018

Cykl Czarny Wygon
- Czarny Wygon. Słoneczna Dolina (1. część cyklu), Videograf, 2010
- Czarny Wygon. Starzyzna (2. część cyklu), Videograf, 2010
- Czarny Wygon. Bisy (3. część cyklu), Videograf, 2012
- Czarny Wygon. Bisy II (4. część cyklu), Videograf, 2014
- Czarny Wygon, t. 1 (obejmuje 1. i 2. część cyklu), Videograf, 2014
- Czarny Wygon, t. 2 (obejmuje 3. i 4. część cyklu), Videograf, 2014

Audiobooki
- Dom na wyrębach (audiobook), Storybox, 2010 (lektor – Wiktor Zborowski)
- Czarny Wygon. Słoneczna Dolina (audiobook), Storybox, 2011 (lektor – Wiktor Zborowski)
- Czarny Wygon. Starzyzna (audiobook), Storybox 2011 (lektor – Zbigniew Moskal)
- Czarny Wygon. Bisy (audiobook), Storybox, 2014 (lektor – Roch Siemianowski)
- Czarny Wygon. Bisy II (audiobook), Storybox, 2015 (lektor – Roch Siemianowski)
- Opowiem ci mroczną historię, Storybox, 2015 (lektor – Roch Siemianowski)
- Zabij mnie, tato, Storybox, 2016 (lektor – Roch Siemianowski)

### Zbiory opowiadań
- Opowiem ci mroczną historię, Videograf, 2014

### Opowiadania
- „Ostatni telefon” – Kwartalnik Qfant nr 1/2009 (1)
- „Mroczne historie” – Egeria nr 1/2009
- „Dwie dychy na gwiazdkę” – Magazyn Lśnienie 2/2009 (2)
- „Retrowizje” – Kwartalnik Qfant nr 1/2010 (5)
- „Ostatni telefon” – antologia Horyzonty Wyobraźni 2010 (Radwan 2010)
- „Spójrz na to z drugiej strony” – antologia 15 blizn (Replika 2011)
- „Opowiem ci mroczną historię” – antologia 13 ran (Replika 2012)